# Atlanta Beach
Atlanta Beach ist eine Sportstätte für Beachvolleyball in Jonesboro im US-Bundesstaat Georgia.
Die Sportstätte wurde anlässlich der Olympischen Sommerspiele 1996 in Atlanta im Clayton County International Park errichtet. Bei der olympischen Premiere der Sportart wurden die Spiele auf zwei Spielfeldern ausgetragen. Der Hauptplatz verfügt über eine Kapazität von 9.600 Plätzen und das zweite Spielfeld bot 3.000 Zuschauern Platz. Zudem gab es sechs Trainingsfelder und vier weitere Felder, abgeschirmt von der Öffentlichkeit zum Aufwärmen. Diese Spielfelder sind heute nur noch in Teilen erhalten.